# Меттінген
Меттінген (нім. Mettingen) — громада в Німеччині, знаходиться в землі Північний Рейн-Вестфалія. Підпорядковується адміністративному округу Мюнстер. Входить до складу району Штайнфурт.
Площа — 40 км2. Населення становить 11 878 ос. (станом на 31 грудня 2020).